# あんしん保証パック
あんしん保証パックとは、ソフトバンク株式会社のSoftBankブランド携帯電話向けの有料オプションサービス。

## 沿革
2007年9月26日に当時のソフトバンクモバイル株式会社から発表された。「スーパー安心パック」の後継サービスとして、2007年10月1日より導入。これに合わせ、「スーパー安心パック」は、2007年9月30日付けで新規受付を終了した。
従来、任意のタイミングで入会できたが、2009年2月1日より適用条件が変更され、入会は、「あんしん保証パックN」として、電話機購入時(新規・機種変更とも)のみ可能となった（但し「スーパー安心パック」「ソフトバンクアフターサービス」からの切替の場合はいつでも入会可能）。機種変更で継続する場合は、新条件のパックに切替となる。
2012年12月4日以降の新規加入・機種変更があった場合は、機種変更特割廃止などの一部改廃が行われた、「あんしん保証パックR」が適用される(旧パック利用者も含め機種変更時にパック加入を継続する場合は、新条件に切替られる)。
なお、iPhoneシリーズやiPadシリーズなどに関しては、「あんしん保証パック(i)」(後に、「あんしん保証パックプラス(i)」に変更され、アップル製品に関しては、「プラス(i)」のないものは加入不可となった)、また、タブレットを除く非音声端末などは、「あんしん保証パックライト」がそれぞれ適用されるため別枠となり、本パックへの加入は不可であり、サービス対象外となる。

## 概要
- 破損保障サービスがWIDEメンテナンスサービスの枠外となり、独立した。
- 初めて新スーパーボーナス利用で携帯電話機を購入する場合、あんしん保証パックは1ヶ月無料で提供される。
- Nokia N82およびiPhoneシリーズについては適用・入会不可。
- iPhone 3Gについては、2年間保証のAppleCare Protection Plan for iPhoneをAppleが提供する。ただしこれを利用するには、1年間の製品保証期間内に加入する必要がある。さらに、保証期間は AppleCare Protection Planの加入時からではなく、製品保証開始（＝購入時）から2年間となる。以降のiPhoneシリーズは、アップル提供のAppleCare Protection Planに加え、ソフトバンク株式会社が提供する別枠の「あんしん保証パック(i)」を重畳させることができるが、本稿でのあんしん保証パック自体は対象外となる。

また、2009年2月1日から2012年12月3日までの入会申込(Nに加入のケース)は：
- 携帯電話機の購入時のみ入会可能
- あんしん保証パック入会当日はサービスを利用できない。

2009年1月31日までの入会申込（初代パック加入の場合）では：
- あんしん保証パック入会当日にサービスを利用した場合、入会日から12ヶ月間を経過するまで解除できない。
- あんしん保証パック退会後6ヶ月間は再入会不可(購入時以外入会不能となることに伴い、当規定は2008年11月30日付で廃止された)。

## サービス内容
1. 月額540円（税込）…Rの場合
  - 「携帯なんでもサポート」(単体契約では税込540円)などが付加された「あんしん保証パックプラス」の場合は702円(税込)。
2. 機種変更特割
　機種変更時に3,240円（税込）の割引
  - 新スーパーボーナス用販売価格で且つ割賦による購入の場合は3,000円分（税込3,240円分）のポイント
  - 新スーパーボーナス用販売価格で且つ一括購入の場合、もしくは新スーパーボーナス用販売価格以外で購入の場合は店頭価格より3,000円（税込3,240円分）を割引
  - 現行のRでは適用対象外。
3. 盗難・全損保証サービス
盗難、紛失、全損、水没などのトラブルの際、同一機種（在庫がない場合は指定機種）を会員価格で購入できる。会員価格は店に確認する必要がある。なお、新スーパーボーナスの分割払いを利用して購入した電話機が盗難や全損にあった場合、その分割支払いは免除されない。また、一度利用すると半年間は再利用できない。
4. 故障保証サービス
  - 故障時（水没及び全損を除く）の修理価格が100%OFF（無料）。
    - 水濡れ検知シールの状態にかかわらず、端末内部（基盤等）に水濡れの痕跡がある場合は水濡れ故障として扱われる
5. 水濡れ・全損保証サービス
  - 水没及び全損故障時に、対応機種であれば5,400円（税込み）で修理できる。
6. 破損保証サービス
  - 外装破損時の外装交換費用の80%割引。割引前外装交換費用は、2007年11月時点で、15,750円である。
7. 電池パック無料サービス
1年以上同一の機種を利用し、かつ1年以上「あんしん保証パック」に加入の場合、1機種につき電池パック1個、無料で進呈(ユーザーの手で交換できない端末の場合は、預かり修理扱いとなり、現行のRに加入している場合に限り、修理代金のうち電池交換相当部分の金額から3240円値引きされる。こちらは、機種変更までの間は何度でも可能)

旧「スーパー安心パック」との違いは以下
1. サービスの名称変更
  1. UPグレード割引→機種変更特割
  2. SAFETYリレーサービス→盗難・全損保証サービス
  3. WIDEメンテナンスサービス→故障保証サービス
2. WIDEメンテナンスサービスから、外装破損時が除外され、破損保障サービスとして独立した。
3. 水没及び全損の故障時の修理全額負担→5,400円負担(対応機種のみ)
4. 外装破損時の修理価格100% OFF→80% OFF(3,150円)
5. 毎月105円相当のボーナスポイント付与がなくなった。

2009年2月1日付けでの契約内容変更は以下（但し「スーパー安心パック」「ソフトバンクアフターサービス」から切替の場合を除く）
1. 入会はいつでも可能→電話機購入時のみ。退会後の再入会は不可能に。
2. 入会当日にサービスを利用すると12ヶ月間退会不可→入会当日のサービス利用は不可能に。